# Старомусятово
Старомуся́тово (рос. Старомусятово, башк. Иҫке Мөсәт) — присілок у складі Бурзянського району Башкортостану, Росія. Входить до складу Старосубхангуловської сільської ради.
З 17 квітня 1992 року до 19 листопада 2008 року присілок входив до складу Новосубхангуловської сільради.
Населення — 268 осіб (2010; 262 в 2002).
Національний склад:
- башкири — 99%